# Euphaedra
Euphaedra is een geslacht van vlinders uit de onderfamilie Limenitidinae van de familie Nymphalidae. De wetenschappelijke naam werd in 1819 door Jacob Hübner gepubliceerd. De typesoort van het geslacht is Papilio cyparissa Cramer, 1775.
Soorten uit dit geslacht komen uitsluitend voor in het Afrotropisch gebied.

## Synoniemen
- Najas Hübner, 1807
- Romaleosoma Blanchard, 1840
- Harmilla Aurivillius, 1892
- Proteuphaedra Hecq, 1976
- Medoniana Hecq, 1976
- Gausapia Hecq, 1976
- Xypetana Hecq, 1976
- Euphaedrana Hecq, 1976
- Neophronia Hecq, 1985

## Soorten
- Euphaedra aberrans Staudinger, 1891
- Euphaedra abri Faravel, 2005
- Euphaedra acuta Hecq, 1977
- Euphaedra acutoides Hecq, 1996
- Euphaedra adolfifriderici Schultze, 1920
- Euphaedra adonina (Hewitson, 1865)
- Euphaedra afzelii (C. & R. Felder, 1867)
- Euphaedra alacris Hecq, 1978
- Euphaedra alava Hecq, 2000
- Euphaedra albofasciata Berger, 1981
- Euphaedra alboides Hecq, 1984
- Euphaedra alternus Van Someren, 1935
- Euphaedra amieti Hecq, 1993
- Euphaedra ansorgei Rothschild, 1918
- Euphaedra apparata Hecq, 1982
- Euphaedra appositiva Hecq, 1982
- Euphaedra asteria Hecq, 1993
- Euphaedra athena Hecq & Joly, 2003
- Euphaedra aubergeri Hecq, 1977
- Euphaedra aureola Kirby, 1889
- Euphaedra aurivillii Niepelt, 1914
- Euphaedra barnsi Joicey & Talbot, 1922
- Euphaedra bergeri Hecq, 1974
  - = Euphaedra bombeana Strand, 1912
- Euphaedra bouyeri Hecq, 1993
- Euphaedra brevis Hecq, 1977
- Euphaedra caerulescens Grose-Smith, 1890
- Euphaedra calliope Hecq, 1981
- Euphaedra camiadei Hecq, 2004
- Euphaedra campaspe (C. & R. Felder, 1867)
- Euphaedra canui Hecq, 1987
- Euphaedra castanea Berger, 1981
- Euphaedra castanoides Hecq, 1985
- Euphaedra centralis Hecq, 1985
- Euphaedra ceres (Fabricius, 1775)
- Euphaedra christyi Sharpe, 1904
- Euphaedra cinnamomea Rothschild, 1918
- Euphaedra clio Hecq, 1981
- Euphaedra compacta Hecq, 1997
- Euphaedra condamini Fox, 1968
- Euphaedra confina Hecq, 1992
- Euphaedra congo Hecq, 1985
- Euphaedra controversa Hecq, 1997
- Euphaedra cooksoni Druce, 1905
- Euphaedra coprates (Druce, 1875)
- Euphaedra cottoni Sharpe, 1907
  - = Euphaedra rezioides Holland, 1920
- Euphaedra crockeri (Butler, 1869)
- Euphaedra crossei Sharpe, 1902
- Euphaedra cuprea Hecq, 1980
- Euphaedra cuypersiana Hecq, 2006
- Euphaedra cyparissa (Cramer, 1775)
- Euphaedra dargeana Hecq, 1980
- Euphaedra dargei Hecq, 1975
- Euphaedra delera Hecq, 1989
- Euphaedra demeter Hecq, 1983
- Euphaedra densamacula Hecq, 1997
- Euphaedra descarpentriesi Fox, 1968
- Euphaedra diffusa Gaede, 1916
  - = Euphaedra albocoerulea Hecq, 1976
- Euphaedra disjuncta Hecq, 1984
- Euphaedra dubreka Collins & Larsen, 2005
- Euphaedra ducarmei Hecq, 1977
- Euphaedra eberti Aurivillius, 1896
- Euphaedra edwardsii (Van der Hoeven, 1845)
- Euphaedra elegans (Aurivillius, 1892)
  - = Euphaedra hawkeri Joicey & Talbot, 1926
- Euphaedra eleus (Drury, 1782)
- Euphaedra erici Hecq & Joly, 1987
- Euphaedra eupalus (Fabricius, 1781)
- Euphaedra eusemoides (Grose-Smith & Kirby, 1889)
- Euphaedra exerrata Hecq, 1982
- Euphaedra extensa Hecq, 1981
- Euphaedra fascinata Hecq, 1984
- Euphaedra ferruginea Staudinger, 1886
- Euphaedra fontainei Hecq, 1977
- Euphaedra francina (Godart, 1824)
- Euphaedra fucora Hecq, 1979
- Euphaedra fulvofasciata Holland, 1920
- Euphaedra gausape (Butler, 1866)
- Euphaedra grandis Hecq, 1980
- Euphaedra graueri Rothschild, 1918
- Euphaedra grilloti Hecq, 1983
- Euphaedra harpalyce (Cramer, 1777)
  - = Euphaedra spatiosa (Mabille, 1877)
- Euphaedra hastiri Hecq, 1981
- Euphaedra hebes Hecq, 1980
- Euphaedra herberti (Sharpe, 1891)
- Euphaedra hewitsoni Hecq, 1974
- Euphaedra hollandi Hecq, 1974
- Euphaedra hybrida Hecq, 1978
- Euphaedra ignota Hecq, 1996
- Euphaedra illustris Talbot, 1927
- Euphaedra imitans Holland, 1893
- Euphaedra imperialis Lindemans, 1910
- Euphaedra inanum (Butler, 1873)
- Euphaedra intermedia Rebel, 1914
- Euphaedra irangi Hecq, 2004
- Euphaedra jacksoni Hecq, 1980
- Euphaedra jacqueshecqui Bollino, 1998
- Euphaedra janetta (Butler, 1871)
- Euphaedra jolyana Hecq, 1986
- Euphaedra judith Weymer, 1892
- Euphaedra justitia Staudinger, 1886
- Euphaedra karschi Bartel, 1905
- Euphaedra katangensis Talbot, 1927
- Euphaedra knoopiana Hecq, 1995
- Euphaedra laboureana Toulgoët, 1957
  - = Euphaedra eburnensis Hecq, 1979
- Euphaedra laguerrei Hecq, 1979
- Euphaedra landbecki Rothschild, 1918
- Euphaedra larseni Hecq, 2005
- Euphaedra lata Hecq, 1980
- Euphaedra leloupi Overlaet, 1955
- Euphaedra limbourgi Oremans, 2006
- Euphaedra losinga (Hewitson, 1864)
- Euphaedra luafa Oremans, 1998
- Euphaedra luperca Hewitson, 1864
- Euphaedra lupercoides Rothschild, 1918
- Euphaedra luteofasciata Hecq, 1979
- Euphaedra luteolucens Hecq, 1995
- Euphaedra mambili Hecq, 2001
- Euphaedra margaritifera Schultze, 1920
- Euphaedra marginalis Hecq, 1979
- Euphaedra margueriteae Hecq, 1978
- Euphaedra mariaechristinae Hecq & Joly, 2003
- Euphaedra maxima Holland, 1920
- Euphaedra mayumbensis Hecq, 1984
- Euphaedra mbamou Hecq, 1987
- Euphaedra medon (Linnaeus, 1763)
- Euphaedra melpomene Hecq, 1981
- Euphaedra minuta Hecq, 1982
- Euphaedra mirabilis Hecq, 1980
- Euphaedra miranda Hecq, 1984
- Euphaedra modesta Hecq, 1982
- Euphaedra mondahensis Van de Weghe, Oremans & Hecq, 2005
- Euphaedra morini Hecq, 1983
- Euphaedra murphyi Hecq, 1991
- Euphaedra neophron (Hopffer, 1855)
- Euphaedra neumanni Rothschild, 1902
- Euphaedra nigrobasalis Joicey & Talbot, 1921
- Euphaedra nigrocilia Lathy, 1903
- Euphaedra niveovittata Overlaet, 1955
- Euphaedra normalis Staudinger, 1891
- Euphaedra occulta Hecq, 1982
- Euphaedra ochracea Hecq, 1978
- Euphaedra ochrovirens Hecq, 1984
- Euphaedra olivacea Grünberg, 1908
- Euphaedra ombrophila Hecq, 1981
- Euphaedra opulenta Hecq & van de Weghe, 2005
- Euphaedra oremansi Hecq, 1996
- Euphaedra orientalis Rothschild, 1898
- Euphaedra overlaeti Hulstaert, 1926
- Euphaedra pallas Hecq, 2004
- Euphaedra paradoxa Neave, 1904
  - = Euphaedra difficilis Rothschild, 1918
- Euphaedra permixtum (Butler, 1873)
- Euphaedra perseis (Drury, 1773)
- Euphaedra persephona Hecq, 1983
- Euphaedra pervaga Hecq, 1996
- Euphaedra phaethusa (Butler, 1866)
- Euphaedra phosphor Joicey & Talbot, 1921
- Euphaedra piriformis Hecq, 1982
- Euphaedra plantroui Hecq, 1981
- Euphaedra preussi Staudinger, 1891
- Euphaedra preussiana Gaede, 1916
  - = Euphaedra mendax Schultze, 1920
- Euphaedra procera Hecq, 1984
- Euphaedra proserpina Hecq, 1983
- Euphaedra rattrayi Sharpe, 1904
- Euphaedra ravola (Hewitson, 1866)
- Euphaedra regisleopoldi Hecq, 1996
- Euphaedra regularis Hecq, 1983
- Euphaedra rex Stoneham, 1935
- Euphaedra rezia (Hewitson, 1866)
- Euphaedra romboutsi Hecq, 2004
- Euphaedra rubrocostata (Aurivillius, 1898)
- Euphaedra ruspina Hewitson, 1865
- Euphaedra sabinae Faravel, 2002
- Euphaedra sangbae Hecq, 1996
- Euphaedra sarcoptera (Butler, 1871)
- Euphaedra sardetta Gaede, 1916
- Euphaedra sarita (Sharpe, 1891)
- Euphaedra semipreussiana Hecq, 1993
- Euphaedra simplex Hecq, 1978
- Euphaedra sinuosa Hecq, 1974
  - = Euphaedra plagiaria Hecq, 1980
- Euphaedra solida Hecq, 1997
- Euphaedra splendens Hecq, 1982
- Euphaedra stellata Hecq, 1991
- Euphaedra subferruginea Guillaumin, 1976
- Euphaedra subprocera Hecq, 1984
- Euphaedra subprotea Hecq, 1986
- Euphaedra subviridis Holland, 1920
- Euphaedra symphona Bethune-Baker, 1908
- Euphaedra temeraria Hecq, 2007
- Euphaedra tenebrosa Hecq, 1983
- Euphaedra thalie Hecq, 1981
- Euphaedra themis (Hübner, 1807)
- Euphaedra thierrybaulini Oremans, 1999
- Euphaedra ubangi Hecq, 1974
- Euphaedra ueleana Hecq, 1982
- Euphaedra uganda Aurivillius, 1895
- Euphaedra uniformis Berger, 1981
- Euphaedra vandeweghei Hecq, 2004
- Euphaedra variabilis Guillaumin, 1976
- Euphaedra velutina Hecq, 1997
- Euphaedra vetusta (Butler, 1871)
- Euphaedra vicina Hecq, 1984
- Euphaedra villiersi Condamin, 1964
- Euphaedra viridicaerulea Bartel, 1905
- Euphaedra viridirupta Hecq, 2007
- Euphaedra vulnerata Schultze, 1916
- Euphaedra wissmanni Niepelt, 1906
- Euphaedra wojtusiaki Hecq, 1993
- Euphaedra xerophila Hecq, 1974
- Euphaedra xypete (Hewitson, 1865)
- Euphaedra zaddachi Dewitz, 1879
  - = Euphaedra crawshayi Butler, 1895
- Euphaedra zampa (Westwood, 1850)